# 탈인상주의
탈인상주의(Post-Impressionism)는 인상주의에서 시작했지만, 그 영향에서 벗어나 새로운 작품 세계를 확립하려고 한 예술 사조이다. 프랑스를 중심으로 주로 1880년대에 활약한 화가를 가리키는 호칭이다. 이 세그먼트는 인상파에 대한 태도에 의한 양식적인 공통성은 희박하며, 각 화가의 화풍은 크게 다르다. 일반적으로는 빈센트 반 고흐, 폴 고갱, 폴 세잔 등을 가리킨다.

## 개요
탈인상주의라는 용어는 영국의 예술비평가 로저 프라이가, 프랑스의 새로운 미술을 영국에 소개하기 위해 기획한 전시회 《마네와 탈인상주의자들》(Manet and the Post-Impressionists)(1910~11)이라는 이름에서 유래한다. 이 전시회 판매자는 마네 외에도 빈센트 반 고흐, 폴 고갱, 르동, 폴 세잔느, 앙리 마티스, 앙드레 드랭, 블라맹크 등 신인상파 화가, 야수파 화가 등 작풍도 다양했다. 인상파 화가들이 빠져 있는 것은 프라이가 이러한 화가들은 인상파와는 다른 세계를 목표로 하고 있다는 것을 강조하려는 의도가 있었기 때문이다. 프라이는 당초 ‘인상주의자’(Impressionist)라는 명칭을 제안했으나, 참가자들의 반대로 ‘탈인상주의자’(Post-Impressionist)라는 이름을 확정했다.
그들은 인상파의 영향을 받아 그것을 출발점으로 하면서도 비판적으로 계승하면서, 엄격한 형태의 부활, 원시적인 소재와 강렬한 색채의 도입 등 자신들만의 특징을 낳았고, 20세기 미술의 선구가 되었다. 형태뿐만 아니라 색채에서도, 사상에서도 19세기의 예술과 야수파, 표현주의, 입체파 등 20세기 미술 사이에서 다리 역할을 했다고 할 수 있다.
또한 문헌에 따라서는 피에르 오귀스트 르누아르를 배치하여, 인상파 화가로 소개하고 있는 것도 있다. 이것은 포스트 인상파와 같은 시기(1880년대)에 인상파 기법에서 벗어나 자신의 작풍을 모색하고 있었다는 공통점에 주목하고 있었기 때문이다. 그러한 기준으로 신인상파로 분류된 조르주 쇠라를 포함 할 수 있다.
‘인상파’라는 명칭은 일본의 백화파에 의해 번역되어 오늘 날에 이르고 있다. 그들이 펴낸 잡지인 1912년 1월호 《백화》(白樺)라는 잡지에서 야나기 무네요시가 소개하면서 혁명의 화가라는 글에서 ‘후기 인상파’라고 번역한 것이다.

## 주요 탈인상파 예술가들의 갤러리

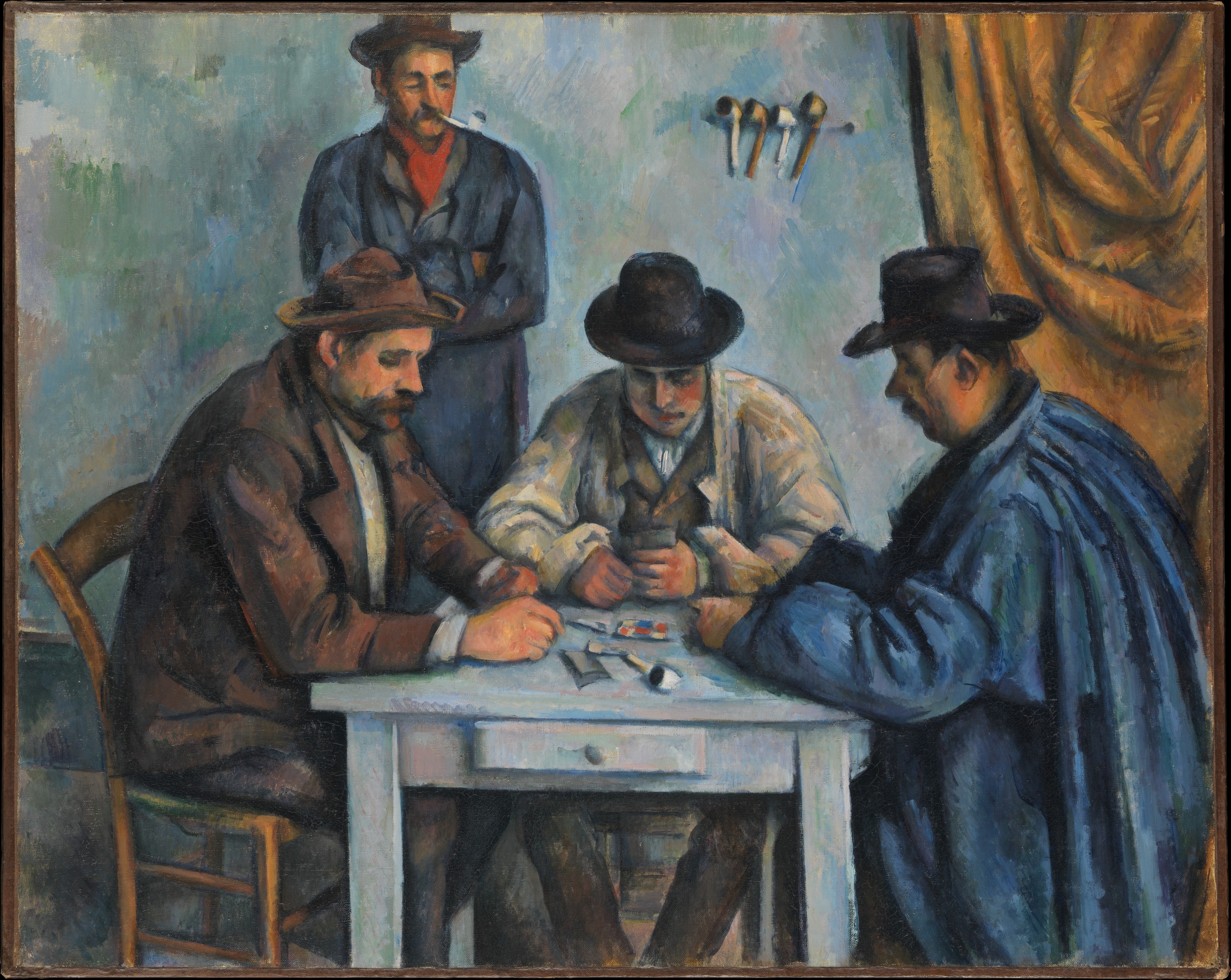
폴 세잔느 (1839–1906)
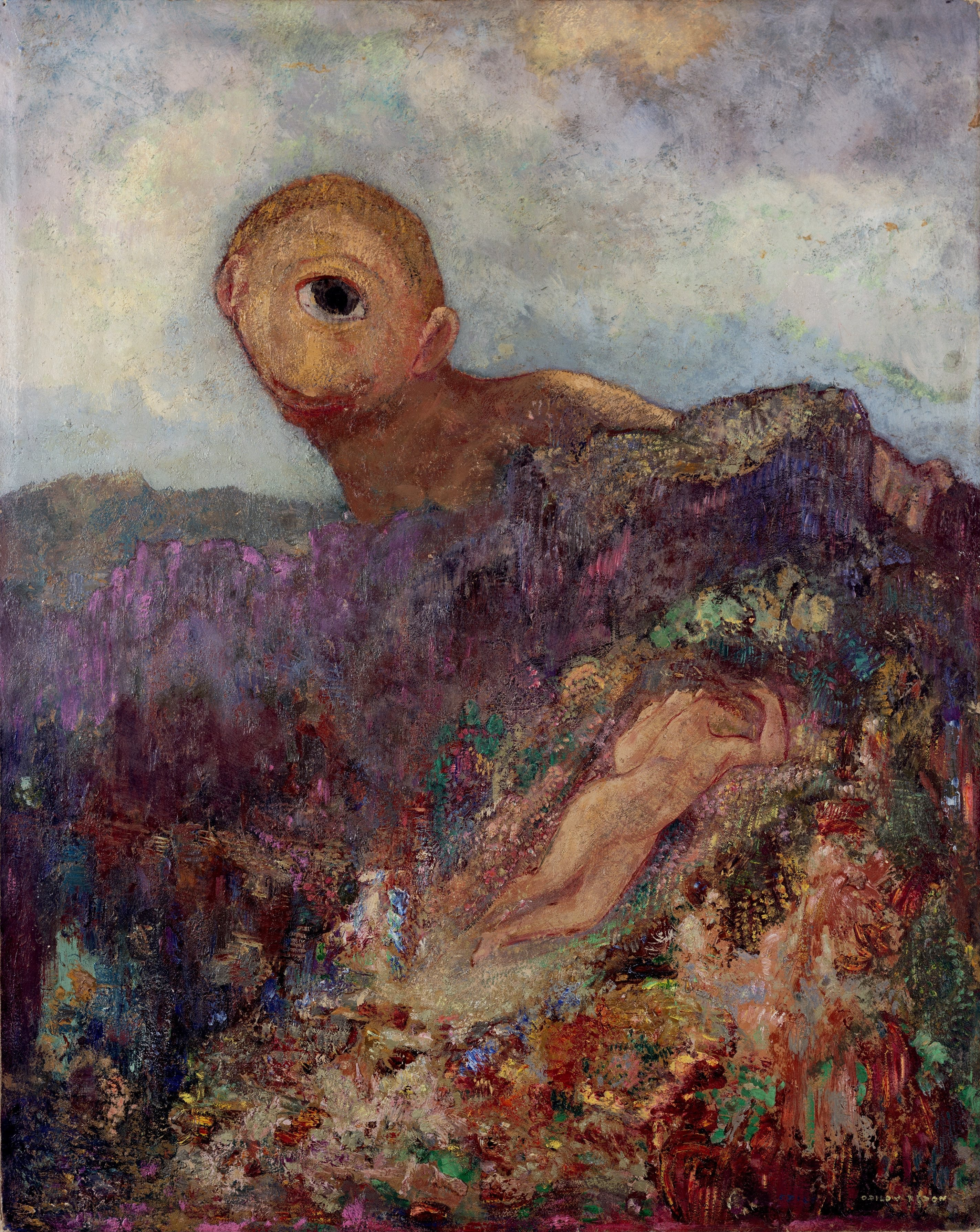
오딜롱 르동 (1840–1916)
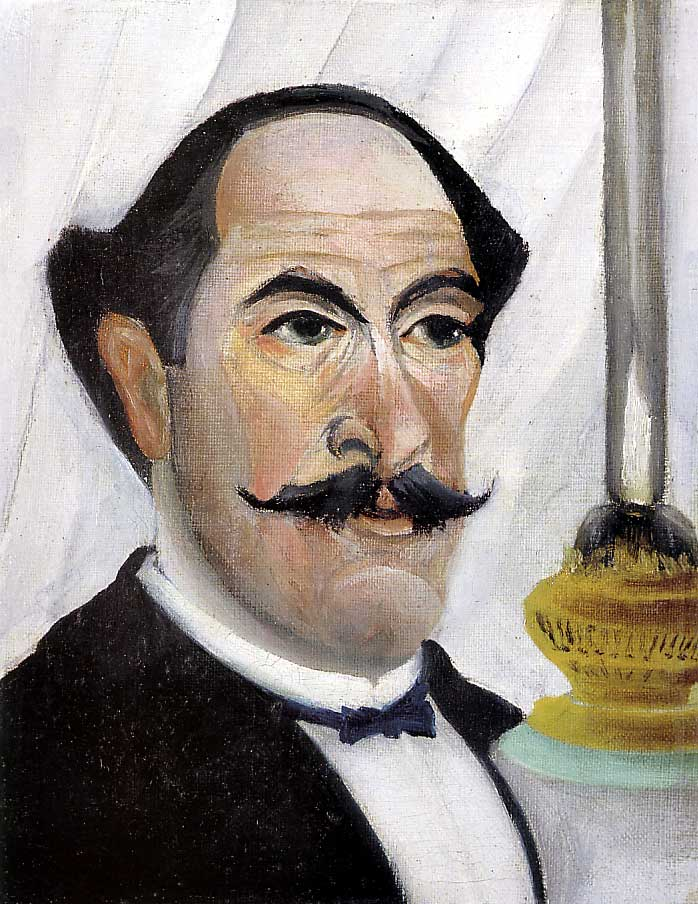
앙리 루소 (1844-1910)
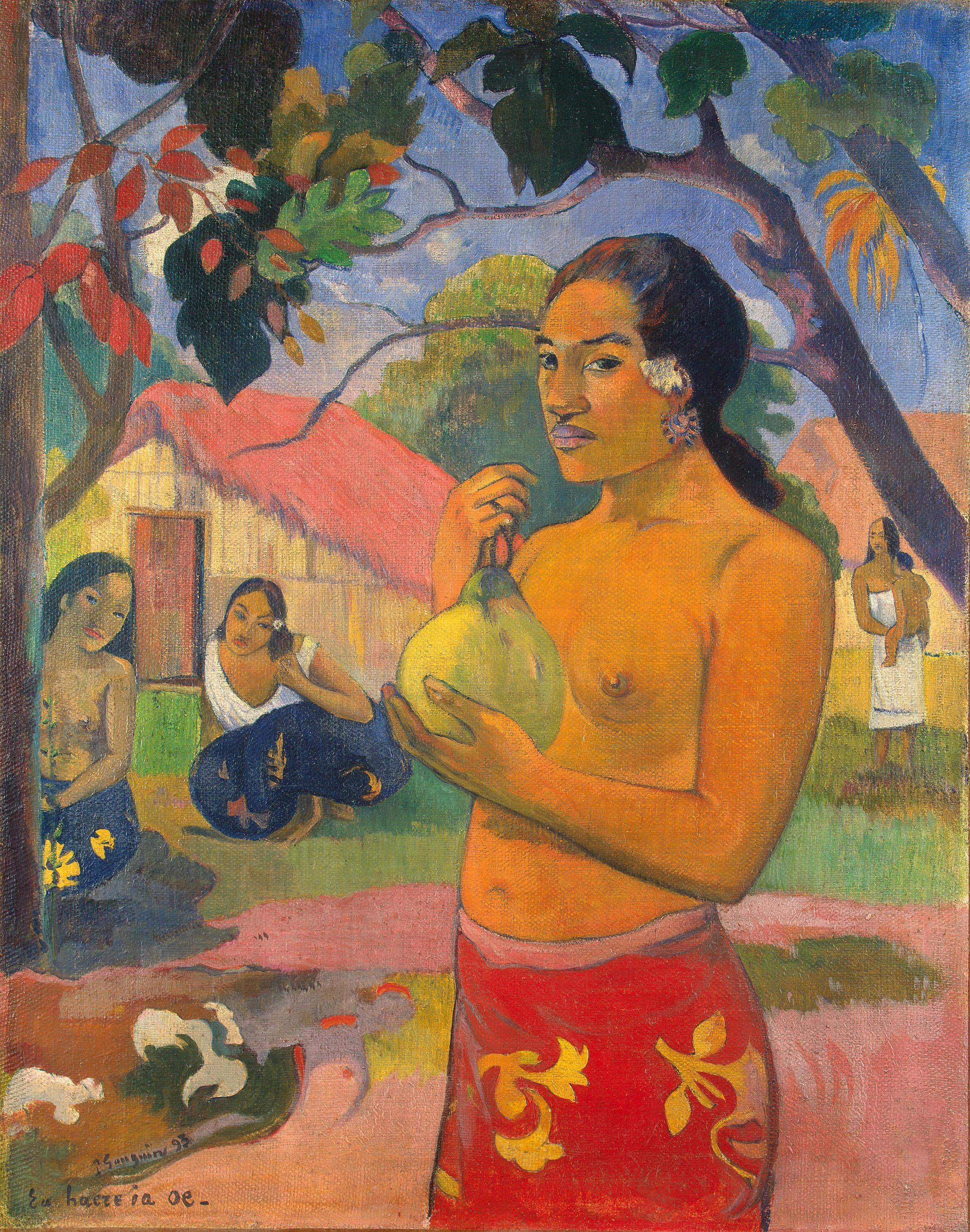
폴 고갱 (1848-1903)
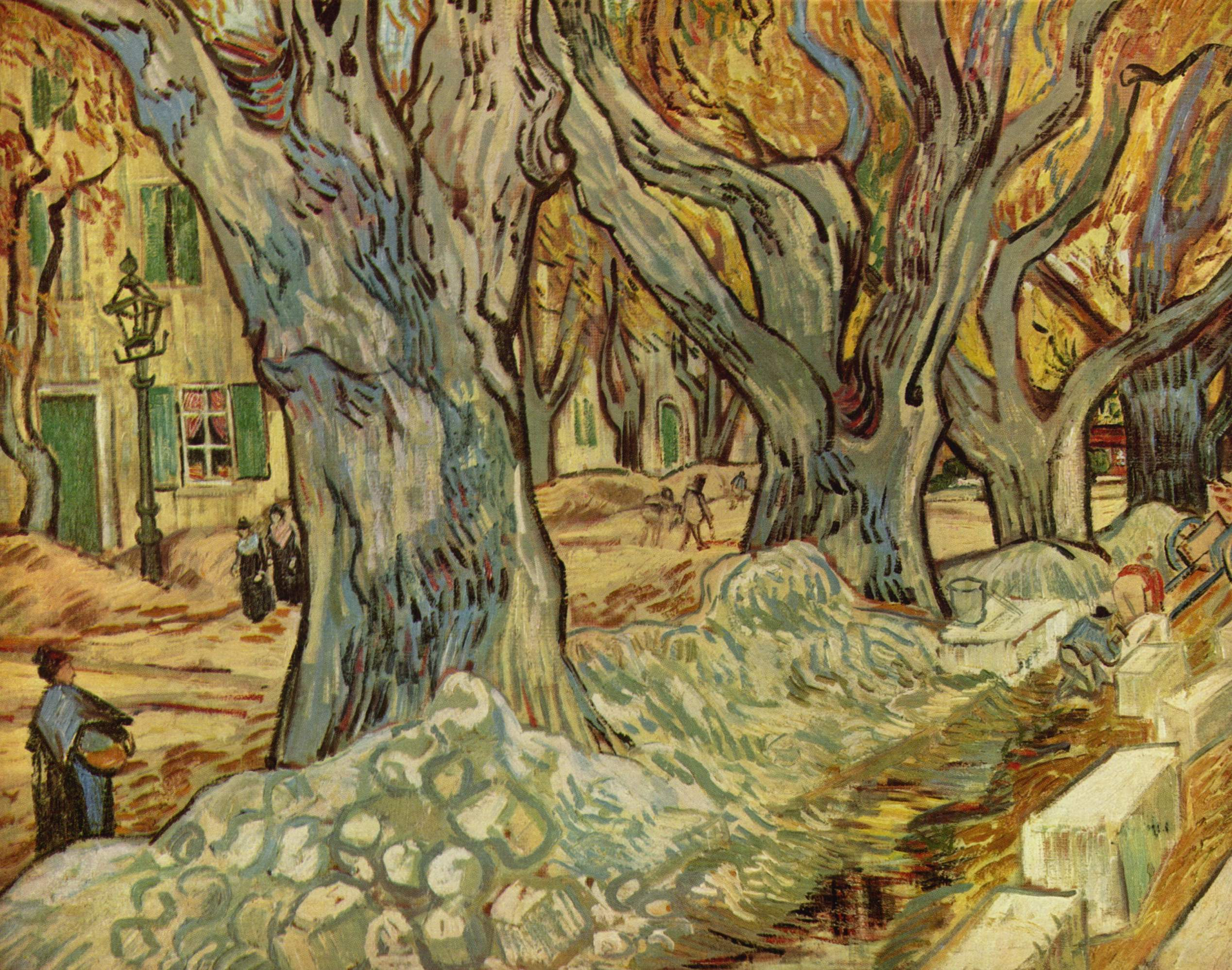
빈센트 반 고흐 (1853–1890)
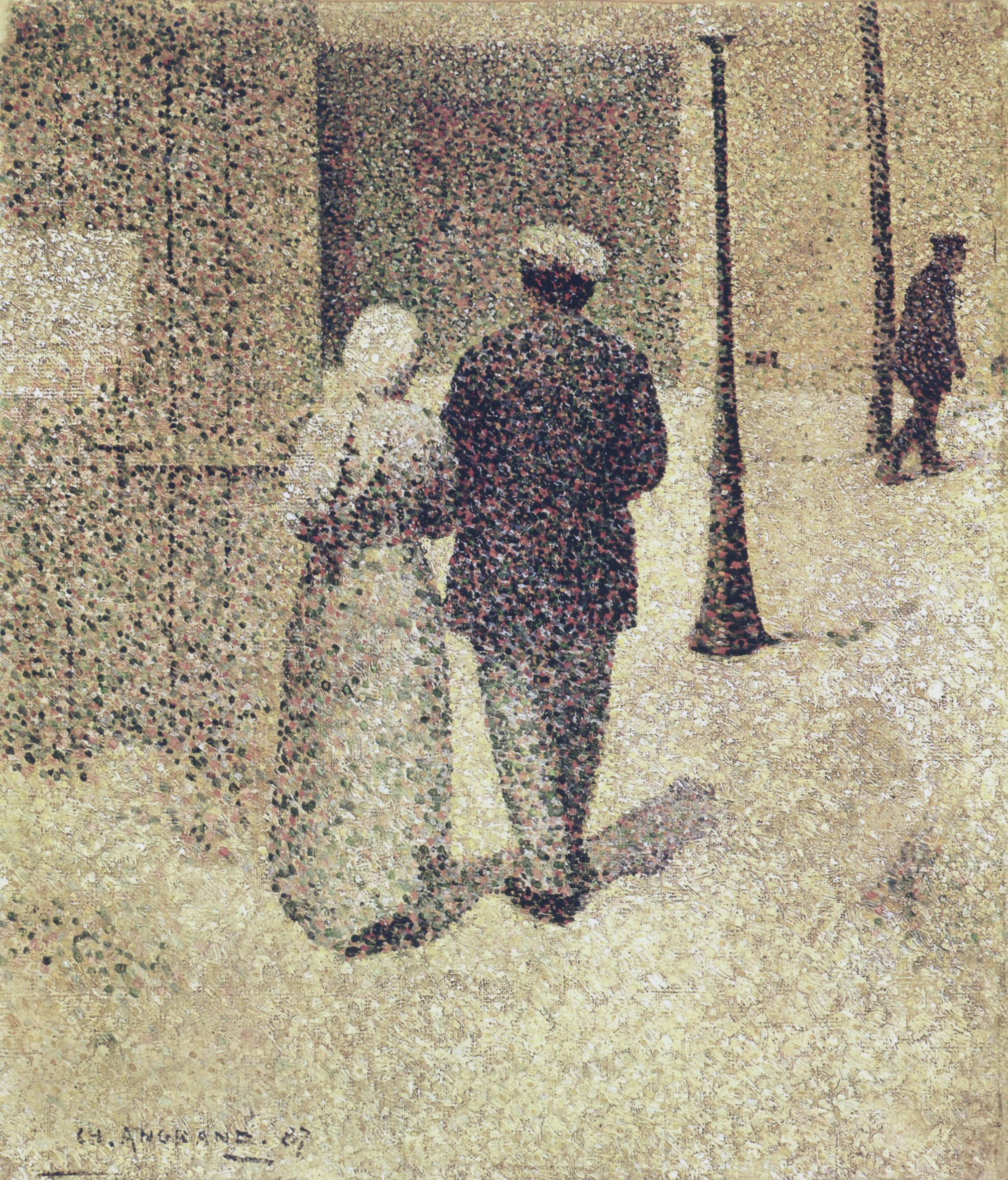
샤를 앙그랑 (1854–1926)
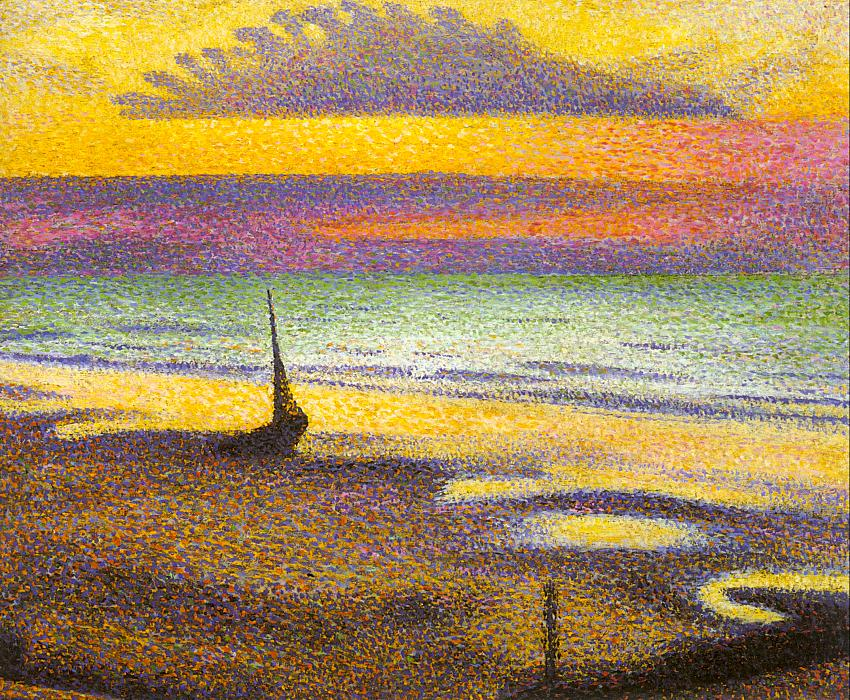
조르주 렘멘 (1865-1916)
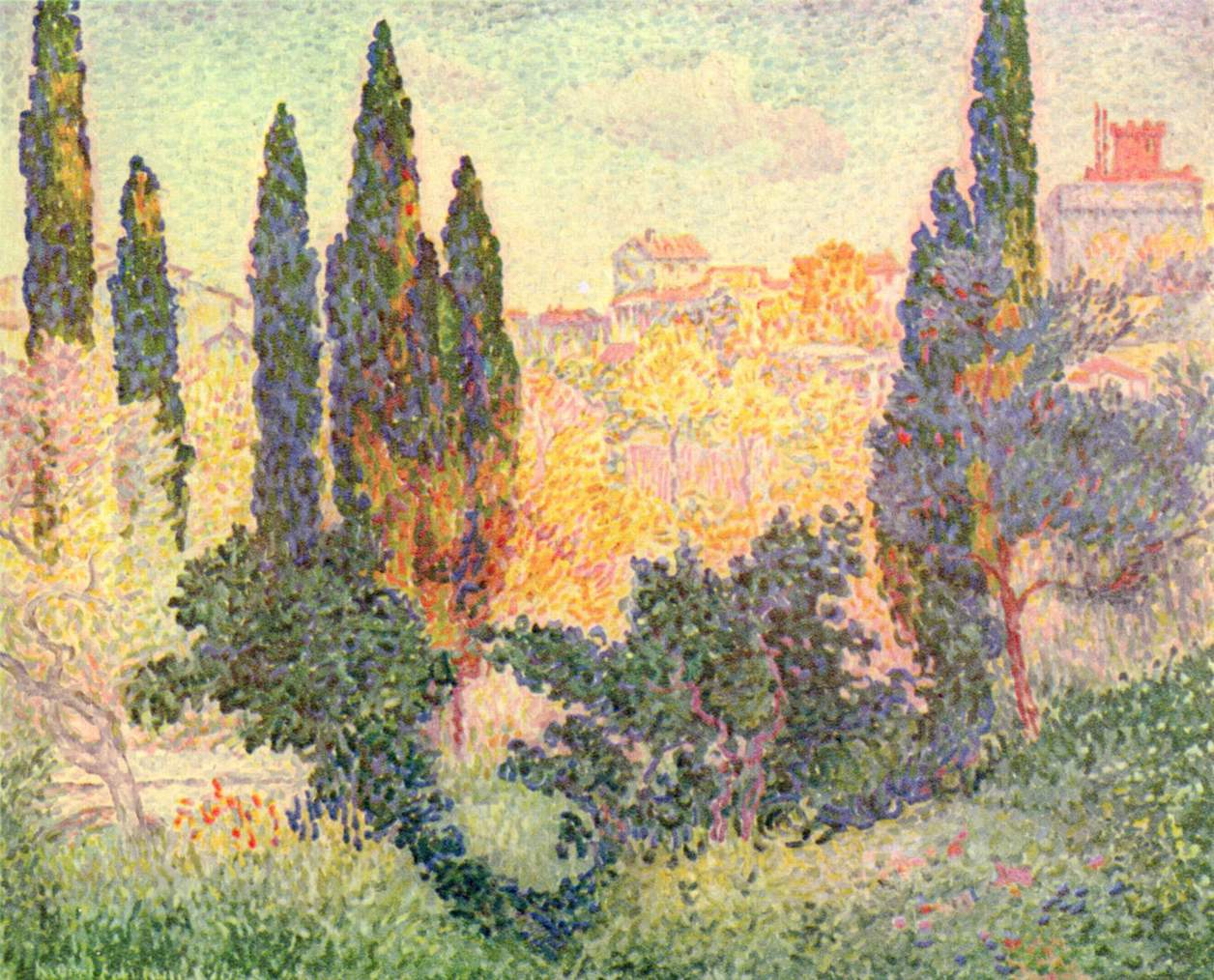
앙리 에드몽 크로스 (1856–1910)
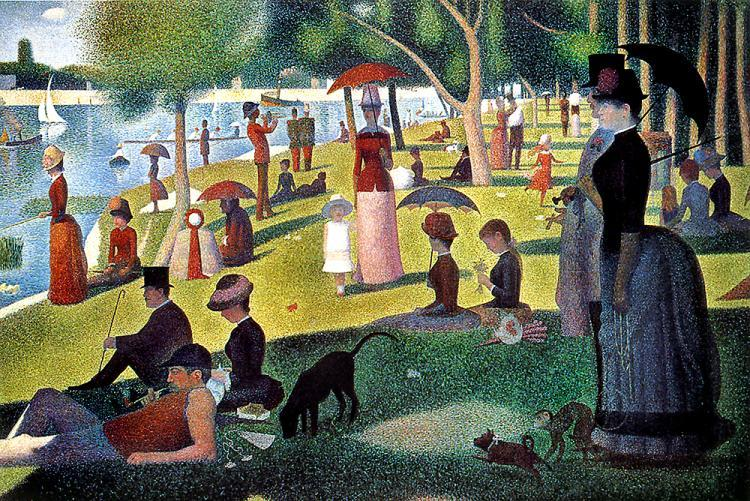
조르주 쇠라 (1859–1891)
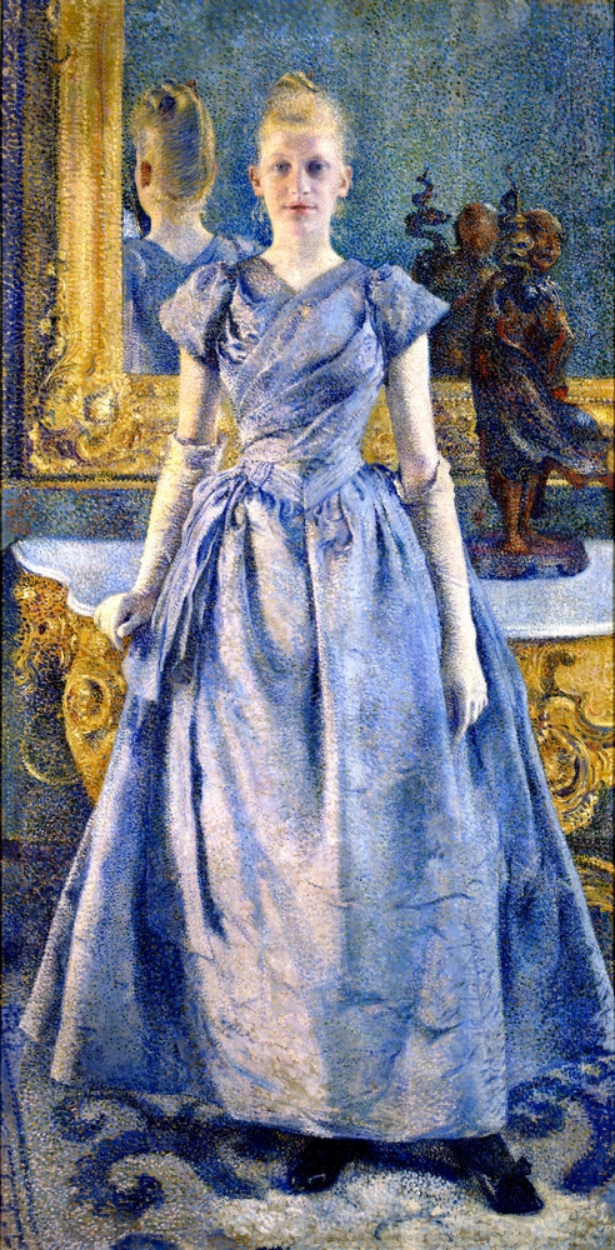
테오 반 뤼셀베르그 (1862–1926)
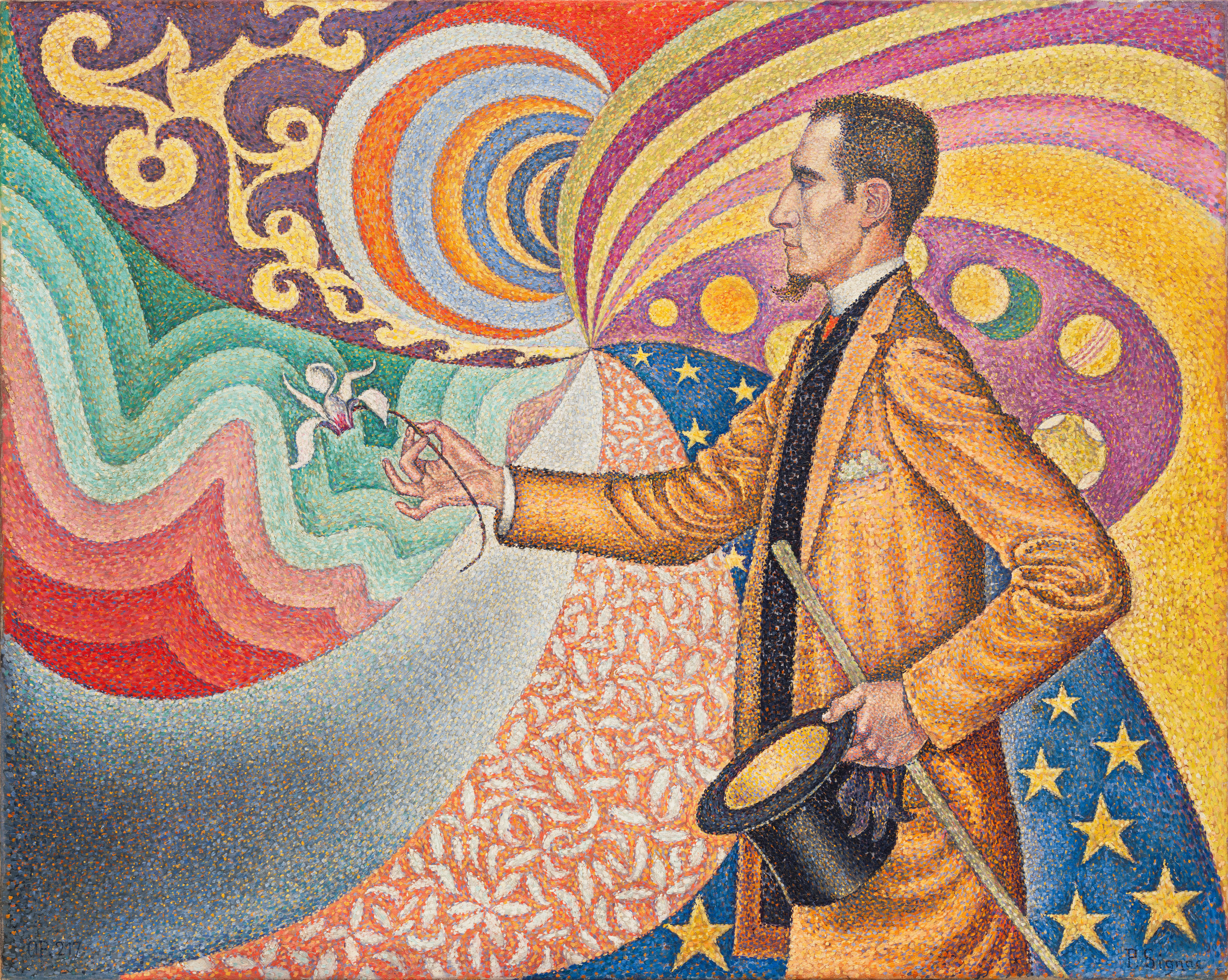
폴 시냑 (1863–1935)
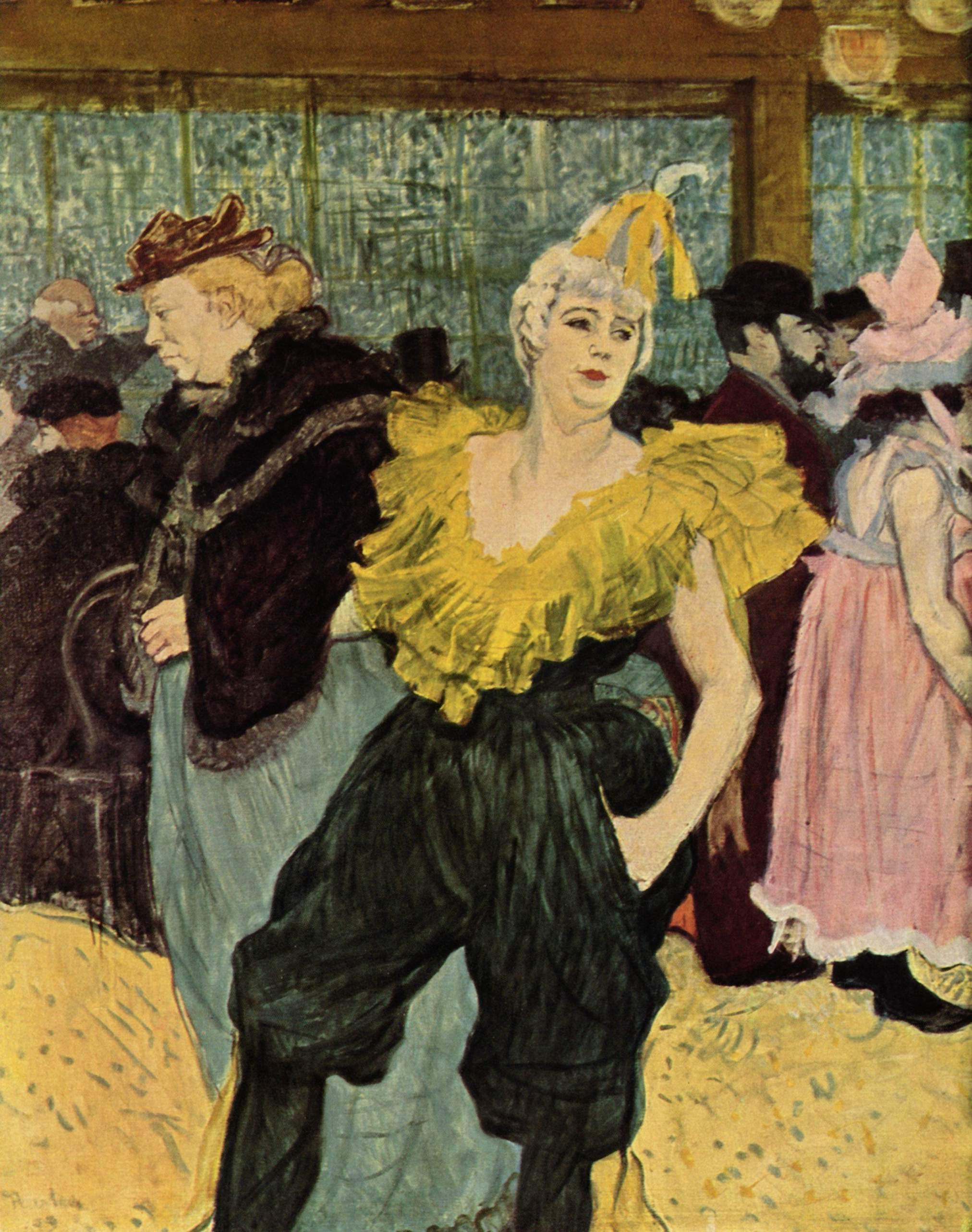
앙리 드 툴루즈 로트레크 (1864–1901)
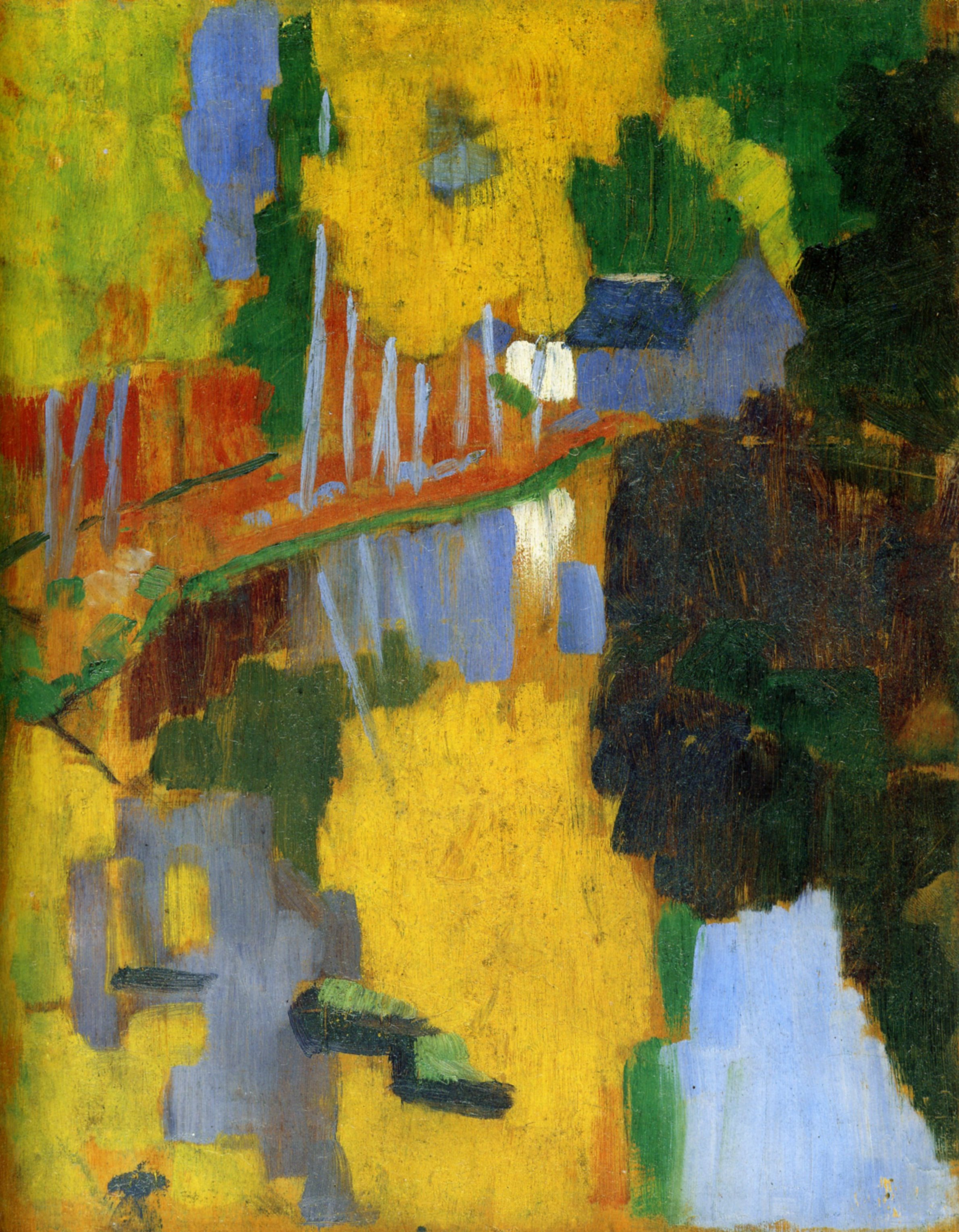
폴 세뤼지에 (1864–1927)
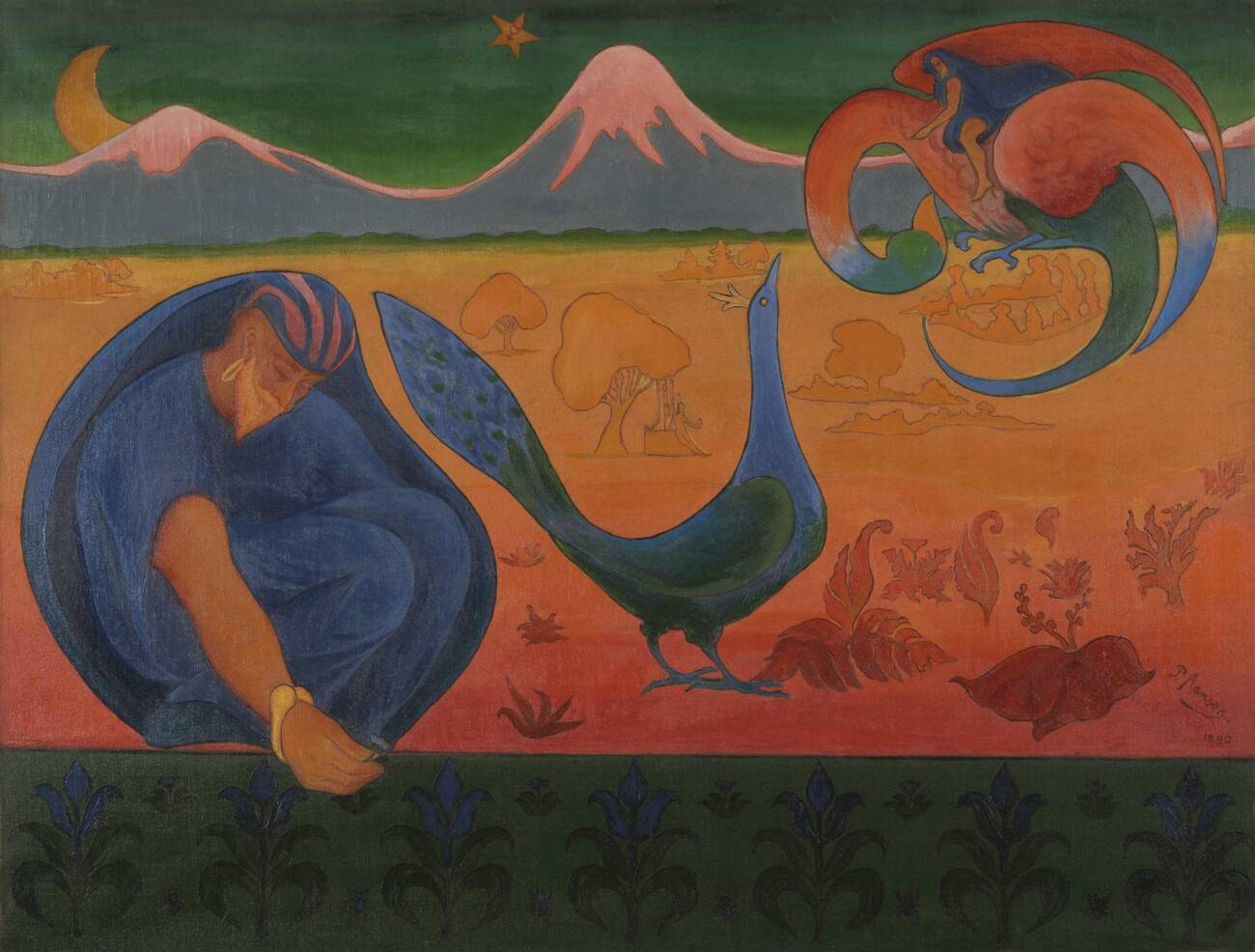
폴 랑송 (1864–1909)
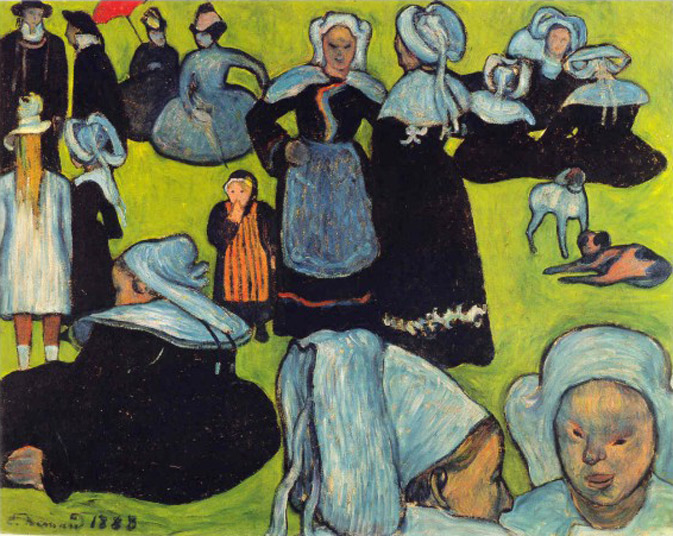
에밀 베르나르 (1868-1941)
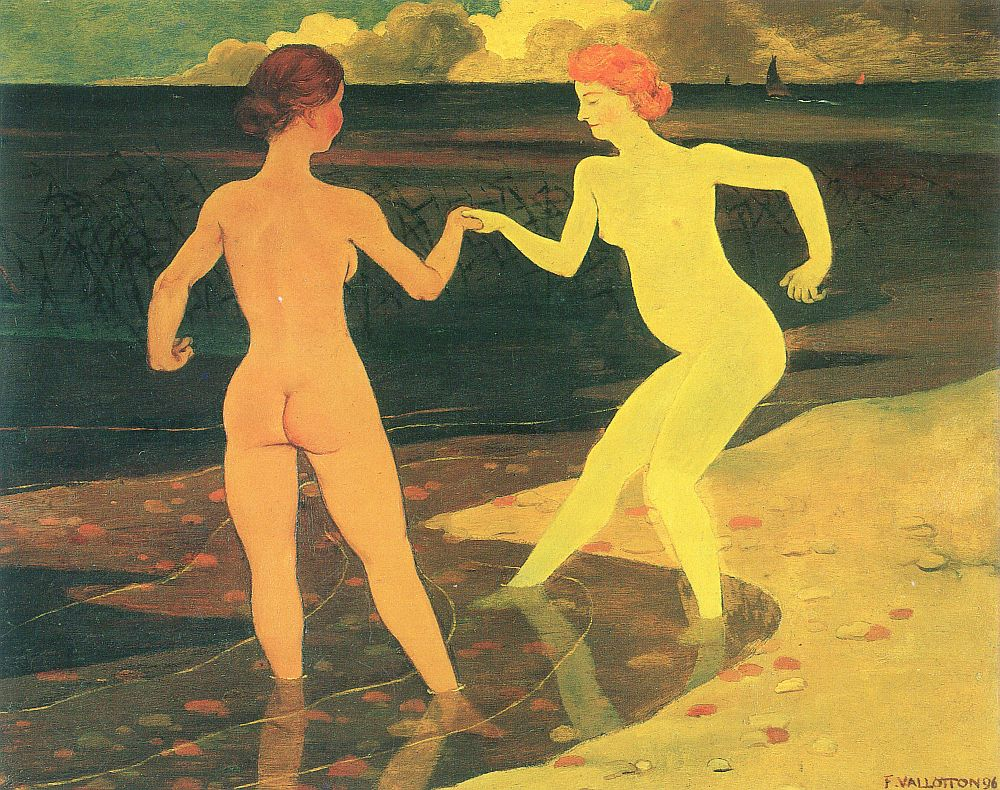
펠릭스 발로통 (1865–1925)
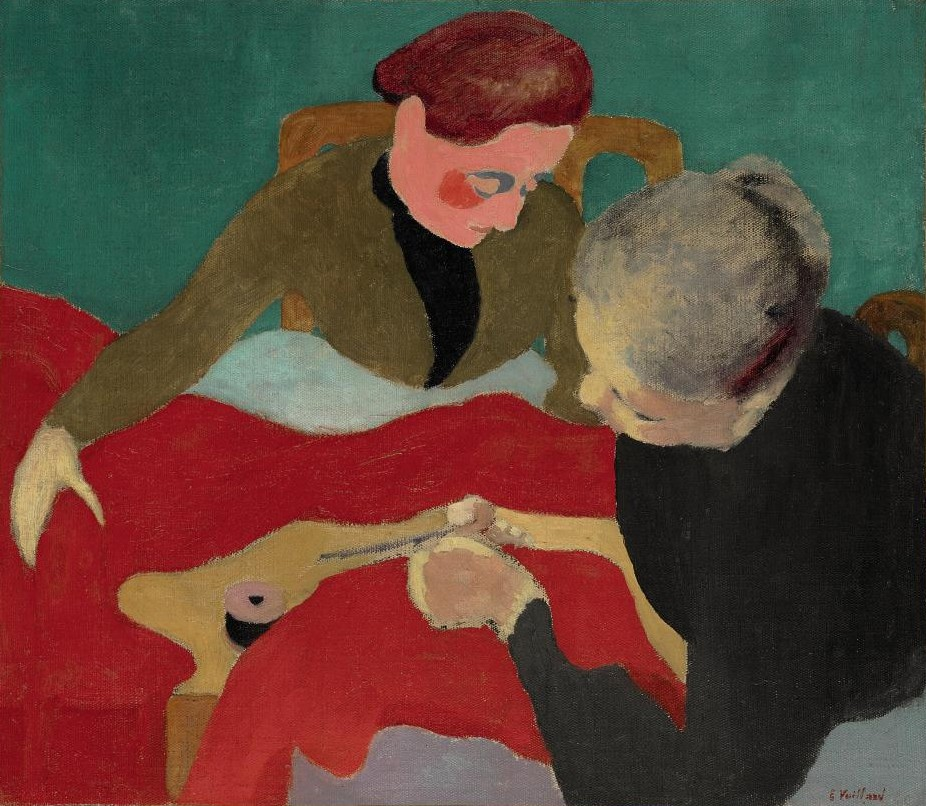
에두아르 뷔야르 (1868–1940)
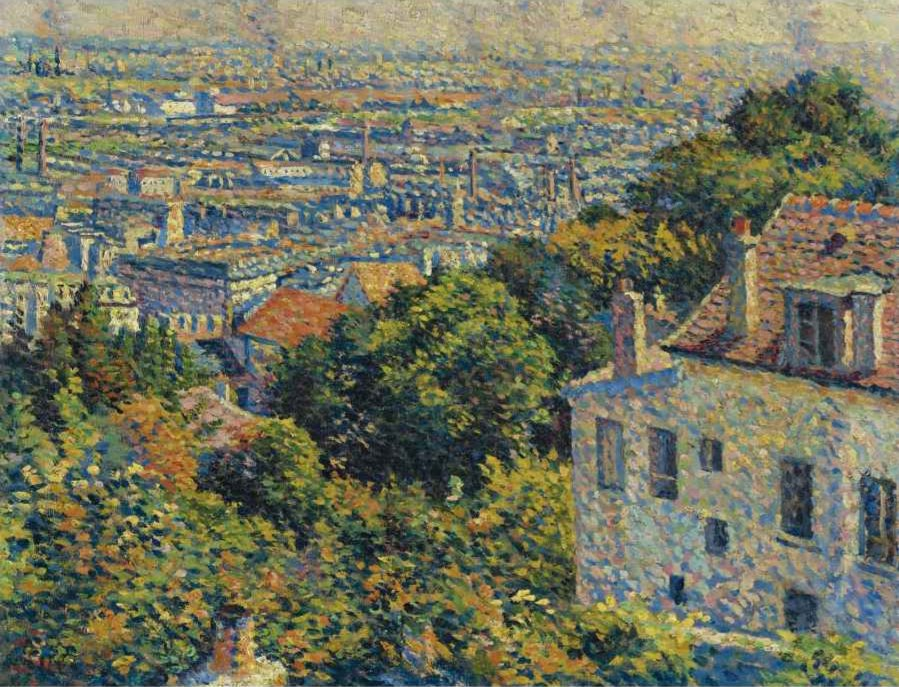
막시밀리옹 뤼스, (1858–1941)
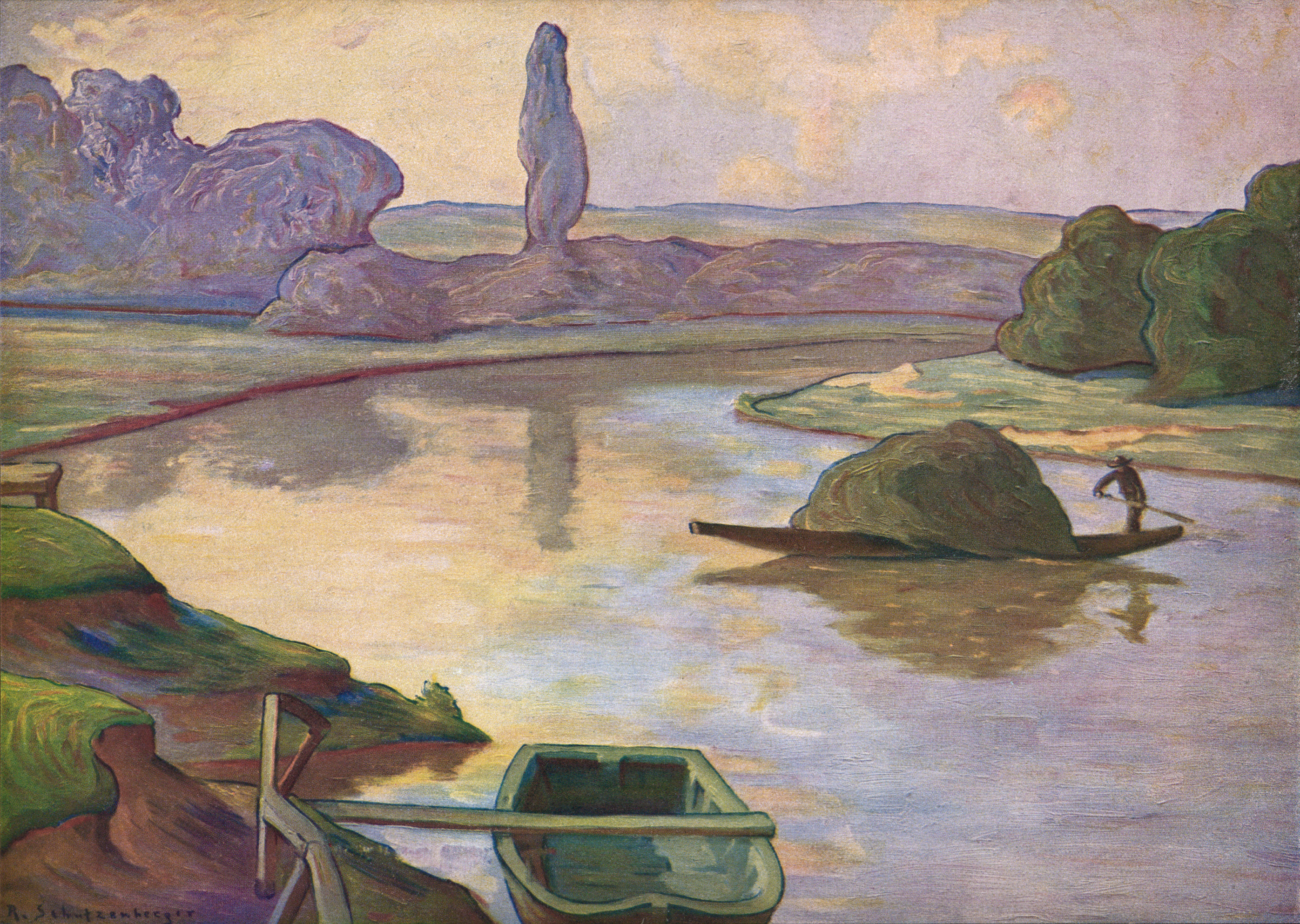
르네 쉬첸베르거 (1860-1916)

## 같이 보기
- 입체주의
- 표현주의
- 야수파
- 서양화